# Памятник Алексею Абрикосову
Памятник Алексею Абрикосову — бюст выдающегося русского врача-патологоанатома Алексея Ивановича Абрикосова, установленный в 1960 году в Москве в Абрикосовском переулке. Авторы памятника — скульптор Алексей Постол и архитектор Георгий Лебедев.
Бюст выполнен из бронзы и установлен на полированной колонне из темного гранита. На ней находится бронзовая табличка с надписью: «Алексей Иванович Абрикосов. 1875—1955. Академик, Герой Социалистического Труда, основатель советской патологической анатомии, воспитатель многих поколений студентов и врачей». Изображение академика в скульптуре погрудное, с медалью Героя Социалистического труда на груди. Памятник открыт 23 декабря 1960 года перед зданием кафедры патологической анатомии Первого Московского медицинского института.
Алексей Иванович Абрикосов (1875—1955) был врач-патологоанатом, академик АН СССР и АМН СССР; широко известен тем, что делал первое бальзамирование тела В. И. Ленина и составил заключение о его смерти. Он проработал в стенах Первого медицинского института более 35 лет.